# Bonnie Burnard
Bonnie Burnard (ur. 15 stycznia 1945 w Petroli, zm. 4 marca 2017 w London) – kanadyjska pisarka.
Otrzymała nagrody: Commonwealth Best First Book (za zbiór opowiadań Women of Influence), Marian Engel Award oraz Giller Prize (za powieść Dobry dom).
Mieszkała w mieście London w prowincji Ontario.

## Dzieła
- Women of Influence (1988),
- Casino & Other Stories (1995),
- A Good House (1999), (wyd.pol. 2005 Dobry dom)
- Suddenly (2009)